# Batocera lineolata
Batocera lineolata är en skalbaggsart som beskrevs av Louis Alexandre Auguste Chevrolat 1852. Batocera lineolata ingår i släktet Batocera och familjen långhorningar.
Artens utbredningsområde är Taiwan. Inga underarter finns listade.

## Bildgalleri

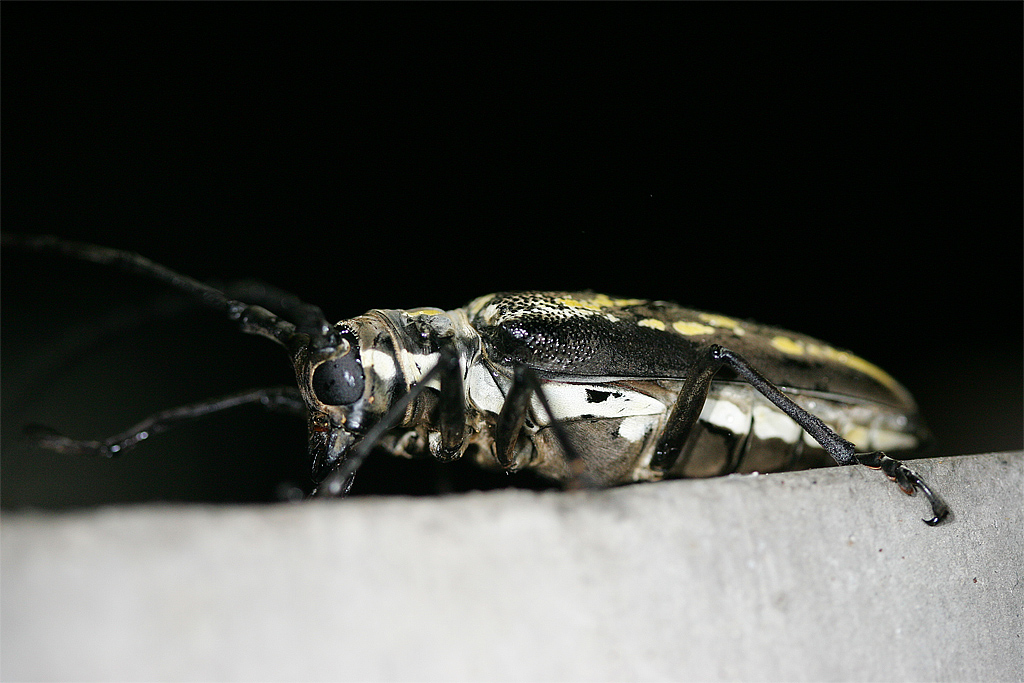
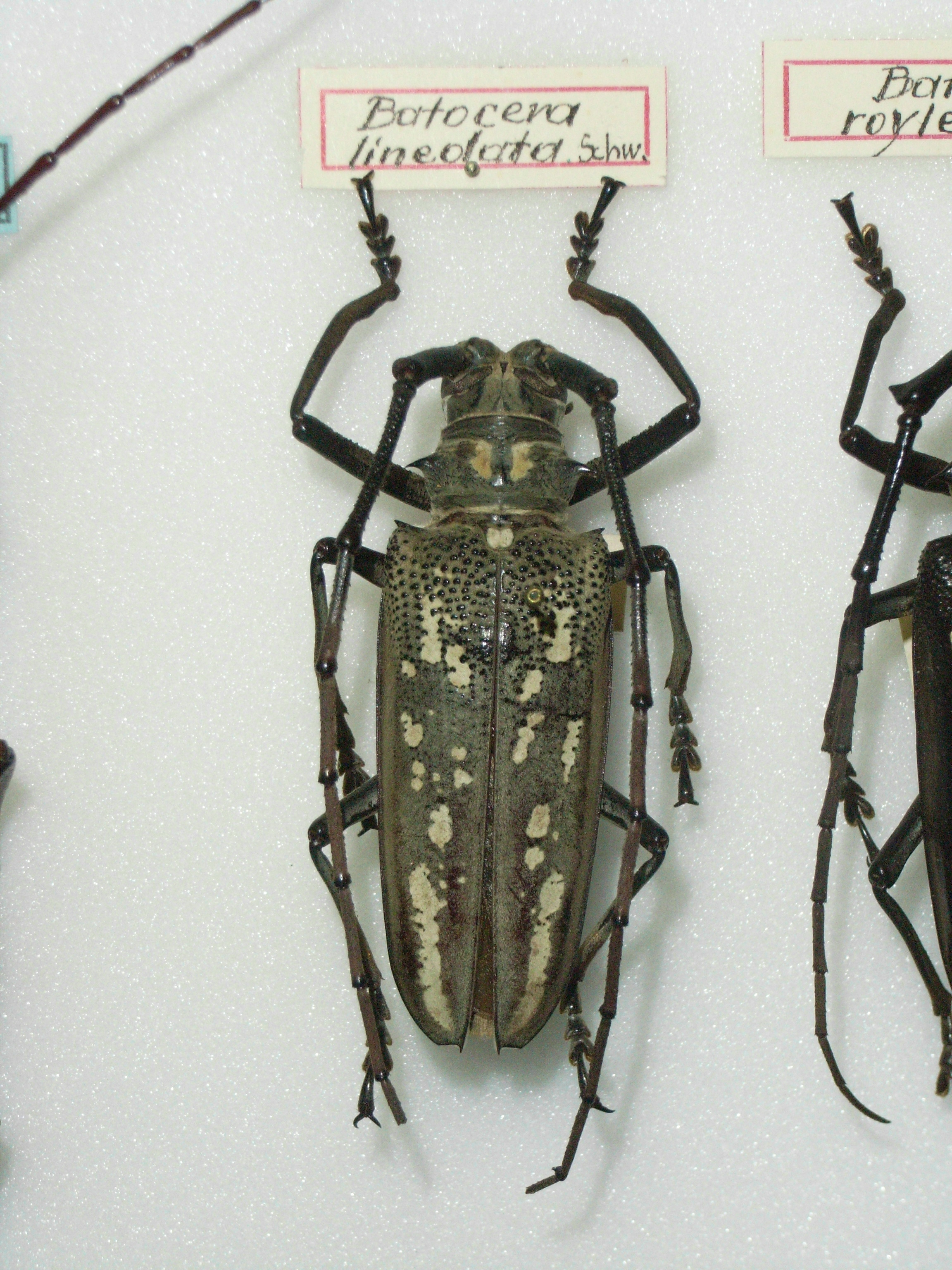